# Обыкновенные осьминоги
Обыкновенные осьминоги (лат. Octopodidae) — семейство головоногих моллюсков, включающее в себя большинство известных видов осьминогов.

## Классификация
На февраль 2019 года в семейство включают следующие роды:
- Abdopus[англ.] Norman & Finn, 2001
- Ameloctopus Norman, 1992
- Amphioctopus Fischer, 1882
- Callistoctopus Taki, 1964
- Cistopus Gray, 1849
- Euaxoctopus[англ.] Voss, 1971
- Galeoctopus Norman, Boucher & Hochberg, 2004
- Grimpella Robson, 1928
- Hapalochlaena Robson, 1929
- Histoctopus[англ.] Norman, Boucher-Rodoni & Hochberg, 2009
- Macrochlaena Robson, 1929
- Macroctopus[англ.] Robson, 1928
- Macrotritopus[англ.] Grimpe, 1922
- Octopus Cuvier, 1797 — Настоящие осьминоги
- Paroctopus Naef, 1923
- Polypus Leach, 1817
- Pteroctopus Fischer, 1882 in 1880-1887
- Robsonella[англ.] Adam, 1938
- Sasakinella Taki, 1964
- Scaeurgus Troschel, 1857
- Teretoctopus Robson, 1929
- Thaumoctopus Norman & Hochberg, 2005
- Wunderpus Hochberg, Norman & Finn, 2006